# Marktleugast
Marktleugast ist ein Markt im oberfränkischen Landkreis Kulmbach in Bayern und der Sitz der Verwaltungsgemeinschaft Marktleugast.

## Geografie

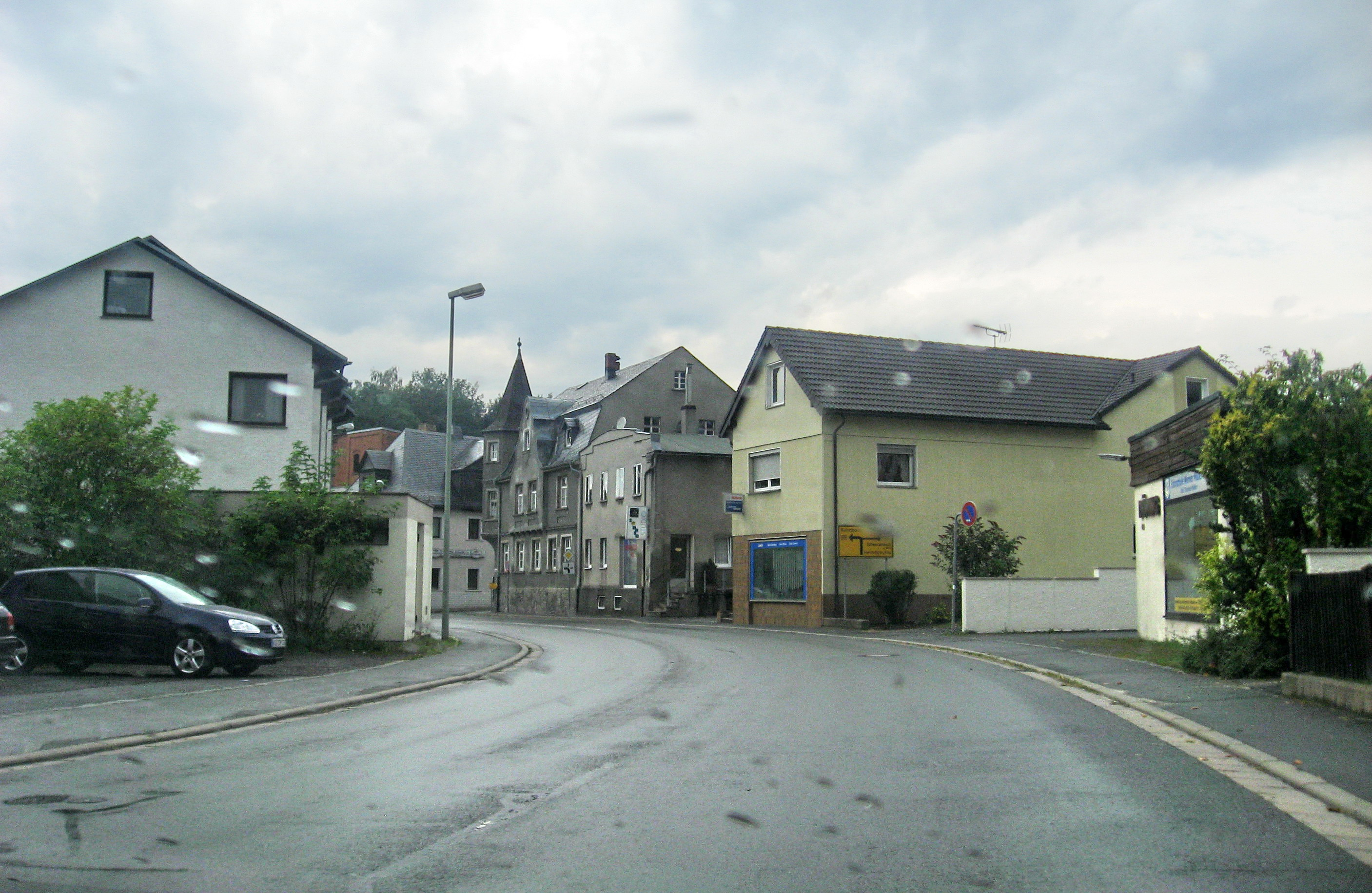
Marktleugast

### Geografische Lage
Marktleugast liegt am südöstlichen Rand des Naturparks Frankenwald. Durch den Ort verläuft der Fränkische Marienweg.

### Gemeindegliederung
Es gibt 23 Gemeindeteile (in Klammern ist der Siedlungstyp angegeben):
- Baiersbach (Weiler)
- Filshof (Einöde)
- Großrehmühle (Dorf)
- Hanauerhof (Einöde)
- Hermes (Weiler)
- Hinterrehberg (Dorf)
- Hohenberg (Pfarrdorf)
- Hohenreuth (Weiler)
- Kleinrehmühle (Einöde)
- Kosermühle (Weiler)
- Mannsflur (Siedlung)
- Marienweiher (Pfarrdorf)
- Marktleugast (Hauptort)
- Mittelrehberg (Einöde)
- Neuensorg (Dorf)
- Ösel (Einöde)
- Roth (Weiler)
- Steinbach (Dorf)
- Tannenwirtshaus (Dorf)
- Traindorf (Kirchdorf)
- Vorderrehberg (Weiler)
- Weihermühle (Einöde)
- Zegastmühle (Einöde)

Die Siedlung Neuguttenberg zählt zum Gemeindeteil Tannenwirtshaus, die Einöde Oberleugast zum Gemeindeteil Marktleugast.
Die ehemaligen Gemeindeteile Achatzmühle und Rothenbühl sind mittlerweile Wüstungen.
Es gibt auf dem Gemeindegebiet die Gemarkungen Hohenberg, Marienweiher, Marktleugast, Neuensorg und Traindorf. Die Gemarkung Marktleugast hat eine Fläche von 10,746 km². Sie ist in 1962 Flurstücke aufgeteilt, die eine durchschnittliche Flurstücksfläche von 5477 m² haben. In ihr liegen neben dem namensgebenden Ort die Gemeindeteile Kosermühle, Mannsflur, Neuensorg (zum Teil) und Ösel.

## Geschichte

### Bis zum 18. Jahrhundert
Marktleugast wurde 1240 als „Lubegast“ erstmals urkundlich erwähnt. Dem Ortsnamen liegt der slawische Personenname Lubogost zugrunde. Der Ort Marktleugast gehörte seit den ältesten Zeiten dem Kloster Langheim. Dies ist in Dekreten Kaiser Ludwigs IV. von 1329 und 1331 belegt, durch welche den Äbten zu Langheim das Recht zugesprochen wurde, in Leugast das Blutgericht auszuüben. Im Jahre 1384 verkaufte Abt Friedrich von Langheim Leugast an den Fürstbischof Lambert von Bamberg. Im Laufe der Zeit kam Leugast in den Besitz der Familie Rabenstein. Auf dem Platz, auf dem jetzt die Kirche steht, hatte diese Familie eine Burg. In der Reformationszeit wurden einige Glieder der Familie protestantisch und zogen auf ihre Stammgüter Burg Rabeneck und Rabenstein bei Waischenfeld, wo dieser Zweig um das Jahr 1618, nachdem zwei junge Herren von Rabenstein an den Blattern gestorben waren, verlöschte.
Die katholischen Mitglieder der Familie blieben in Leugast und vermachten ihre Güter der Gemeinde und der Kirche zu Leugast, da auch dieser Zweig der Rabensteiner ausgestorben war. Das Schloss wurde wahrscheinlich in der Reformationszeit von den Schweden, die in dieser Gegend hausten, zerstört; eine kleine Kirche wurde auf seinen Trümmern gebaut. Nachdem dieses Kirchlein mit zunehmender Seelenzahl der Gemeinde zu klein und mit der Zeit baufällig geworden war, erteilte der Fürstbischof zu Bamberg und Kurfürst von Mainz, Lothar Franz von Schönborn, der Gemeinde Leugast die Erlaubnis, „milde Beiträge“ für die Erbauung einer neuen Kirche zu sammeln.

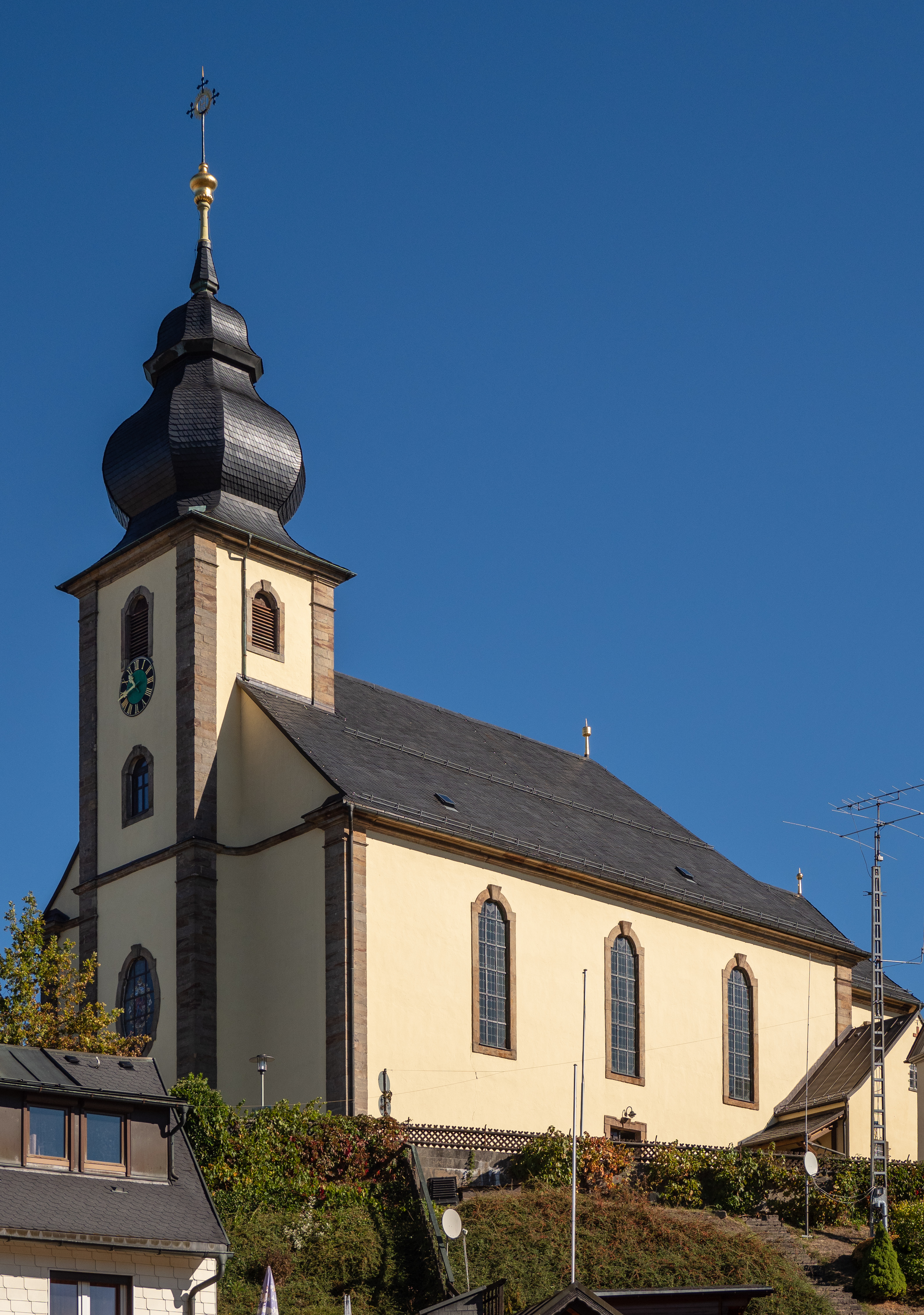
Kirche

Die jetzige Kirche wurde in den Jahren 1762 bis 1782 vollendet und vom Bamberger Weihbischof Nitschke geweiht. Patrone der Kirche sind die Märtyrer und Apostel Bartholomäus und Sankt Martin. Die Kirche besitzt ein großes Deckengemälde mit den Vierzehn Nothelfern.
Gegen Ende des 18. Jahrhunderts bestand Marktleugast aus 120 Anwesen. Das Hochgericht übte das bambergische Centamt Marktschorgast. Die Dorf- und Gemeindeherrschaft hatte das Vogteiamt Marktschorgast. Grundherren waren
- das bambergische Kastenamt Stadtsteinach: Fronveste, Gerichtsdienerhaus, 2 Wirtshäuser, 16 Höfe, 12 Halbhöfe, 1 Dreiachtelhof, 4 Viertelhöfe, 1 Achtelhof, 1 Anderthalbsölde, 2 Sölden, 1 Halbsölde, 8 Gütlein, 26 Tropfhäuser, 6 Häuser, 1 Tropfhaus gemeinsam mit der Gemeinde;
- der Rat von Marktleugast: 36 Tropfhäuser;
- die Gemeinde: 1 Brauhaus;
- die Kirche: 1 Schulhaus.[9]

### 19. und 20. Jahrhundert
Mit dem Reichsdeputationshauptschluss von 1802 gehörte Marktleugast zum Herzogtum Bayern. Mit dem Gemeindeedikt wurde 1811 der Steuerdistrikt Marktleugast gebildet. Neben dem Hauptort gehörten hierzu Baiersbach, Bromenhof, Großrehmühle, Hinterrehberg, Hohenberg, Hohenreuth, Kleinrehmühle, Kosermühle, Mittelsauerhof, Neuensorg, Obersauerhof, Ösel, Schlockenau, Untersauerhof, Vordererb, Vorderrehberg und Zegastmühle. Zugleich entstand die Ruralgemeinde Marktleugast, die deckungsgleich mit dem Steuerdistrikt war. Sie unterstand in Verwaltung und Gerichtsbarkeit dem Landgericht Münchberg und in der Finanzverwaltung dem Rentamt Münchberg. 1812 wurde die Gemeinde Schlockenau mit Bromenhof gebildet. 1818 wurde die Gemeinde Sauerhof gebildet, zu der Mittel-, Ober- und Untersauerhof gehörten. Am 1. Oktober 1840 erfolgte die Überweisung der Gemeinde Marktleugast an das Landgericht Stadtsteinach und dem Rentamt Stadtsteinach. Am 28. Januar 1845 wurden drei Ruralgemeinden gebildet:
- Hohenberg mit Vordererb und Zegastmühle;
- Marktleugast mit Baiersbach, Bromenhof, Hohenreuth, Kosermühle und Ösel;
- Neuensorg mit Großrehmühle, Hinterrehberg, Kleinrehmühle und Vorderrehberg.[10][11]

Die Revolution von 1848 brachte manche Umwälzung mit sich. Als 1849 die Not immer größer wurde, wanderten manche, die das Geld aufbrachten, nach Amerika aus. In der Mitte des 19. Jahrhunderts wurde Marktleugast wiederholt von schweren Feuersbrünsten heimgesucht. Gegen Ende des Jahrhunderts zogen Technik und Fortschritt in Marktleugast ein. So wurde 1899 die erste Straßenbeleuchtung und 1901 die erste Wasserleitung, teilweise mit Stiftungen der Bürger, eingerichtet. Der Erste Weltkrieg forderte von Marktleugast schwere Opfer. Die Frauen meisterten allein die schwere bäuerliche Arbeit.
Die Nachkriegszeit änderte Zusammensetzung und Zahl der Bevölkerung. Für die Heimatvertriebenen entstand im Gemeindeteil Mannsflur eine neue Siedlung. Dort wurde 1956 eine Schule und 1959 eine evangelische Kirche errichtet.
Durch Ansiedlung von Industrie, Handel und Gewerbe, hauptsächlich der Textilbranche, später auch anderer Wirtschaftszweige, konnte Marktleugast seine ursprüngliche Monostruktur entscheidend verbessern. Viele Bürger fanden in Marktleugast und seinen Ortsteilen Arbeit und Brot. Kanalisation, Straßenbeleuchtung und Wasserversorgung wurden erheblich verbessert und teilweise neu geschaffen. Mit dem Markt Grafengehaig wurde eine Verwaltungsgemeinschaft gebildet. Die gemeinsame Verwaltung konnte im Herbst 1981 in ein neues Verwaltungsgebäude im Ortskern einziehen. Die langjährigen Bemühungen der Gemeinde Marktleugast zur Verbesserung der Infrastruktur wurden durch die Anerkennung als Kleinzentrum bestätigt. Marktleugast liegt im Naturpark Frankenwald und bietet seinen Bewohnern und Gästen ein weit verzweigtes Netz an Wanderwegen in abwechslungsreicher Landschaft. Besonders für den Skilanglauf sind die Bedingungen im Winter ideal. Durch die örtlichen Vereine steht ein reichhaltiges Programm sportlicher Betätigung mit Fußball, Handball, Gymnastik und Ringen, Schießen, Angeln, Modellflug, Schach und Wandern zur Verfügung.

### Eingemeindungen
Am 1. Juli 1971 wurde im Zuge der Gebietsreform in Bayern die Gemeinde Traindorf eingegliedert. Marienweiher kam am 1. Januar 1977 hinzu. Am 1. Januar 1978 folgte Neuensorg, am 1. Mai 1978 Hohenberg.

### Einwohnerentwicklung
Im Zeitraum 1988 bis 2018 sank die Einwohnerzahl von 3824 auf 3139 um 685 bzw. um 17,9 %. Am 31. Dezember 1993 hatte der Markt 4025 Einwohner.
Gemeinde Marktleugast
| Jahr      | 1819   | 1840   | 1852   | 1861   | 1867   | 1871   | 1875   | 1880   | 1885   | 1890   | 1895   | 1900   | 1905   | 1910   | 1919   | 1925   | 1933   | 1939   | 1946   | 1950   | 1961   | 1970   | 1987   | 2007   | 2010   | 2015   | 2021   |
| Einwohner | 1657   | 1126   | 1193   | 1175   | 1171   | 1180   | 1266   | 1248   | 1292   | 1318   | 1210   | 1184   | 1192   | 1138   | 1142   | 1205   | 1370   | 1400   | 1830   | 2021   | 2301   | 2531   | 3843   | 3465   | 3301   | 3184   | 3135   |
| Häuser    |        |        |        |        |        | 151    |        |        | 159    | 156    |        | 160    |        |        |        | 169    |        |        |        | 248    | 392    |        | 1073   |        |        | 1134   | 1152   |
| Quelle    | [ 15 ] | [ 16 ] | [ 16 ] | [ 17 ] | [ 18 ] | [ 19 ] | [ 20 ] | [ 21 ] | [ 22 ] | [ 23 ] | [ 16 ] | [ 24 ] | [ 16 ] | [ 25 ] | [ 16 ] | [ 26 ] | [ 16 ] | [ 16 ] | [ 16 ] | [ 27 ] | [ 28 ] | [ 29 ] | [ 30 ] | [ 31 ] | [ 31 ] | [ 31 ] | [ 32 ] |

Ort Marktleugast
| Jahr      | 001818 | 001819 | 001861 | 001871 | 001885 | 001900 | 001925 | 001950 | 001961 | 001970 | 001987 |
| Einwohner |        | 938 *  | 1113   | 1107   | 1216   | 1131   | 1135   | 1844   | 1782   | 2013   | 1671   |
| Häuser    | 151    |        |        |        | 151    | 153    | 162    | 226    | 304    |        | 430    |
| Quelle    | [ 10 ] | [ 15 ] | [ 17 ] | [ 19 ] | [ 22 ] | [ 24 ] | [ 26 ] | [ 27 ] | [ 28 ] | [ 29 ] | [ 30 ] |

## Politik

### Bürgermeister
Erster Bürgermeister ist seit 2014 Franz Uome (CSU). Seine Vorgänger waren Norbert Volk von 2008 bis 2014 (Freie Wähler) und Manfred Huhs von 1984 bis 2008 (Freie Wähler).
|                                           | 2008    | 2014    | Stichwahl 30. März 2014 |
| ----------------------------------------- | ------- | ------- | ----------------------- |
| Purucker, Oswald (CSU)                    | 39,75 % | –       | –                       |
| Uome, Franz (CSU)                         | –       | 39,05 % | 51,42 %                 |
| Volk, Norbert (FW) ab 11. Nov. 2013 (WGM) | 56,45 % | 40,95 % | 48,58 %                 |
| Huber, Lothar (Bürgerforum/FDP)           | 3,8 %   | –       | –                       |
| Meisel, Reiner (Freien Wähler)            | –       | 20,1 %  | –                       |

### Marktgemeinderat
Zur Gemeinderatswahl 2014 verzichtete das Bürgerforum/FDP sowie die SPD auf eine eigene Liste und die neu gegründete Wählergemeinschaft Marktleugast (WGM) stellt sich erstmals zur Wahl.
Die Kommunalwahlen 2002, 2008, 2014 und 2020 führten zu folgenden Sitzverteilungen im Marktgemeinderat:
|                 | 2002    | 2008     | 2014     | 2020                     |
| --------------- | ------- | -------- | -------- | ------------------------ |
| Stimmberechtigt | 03046   | 02941    | 02780    | 02690                    |
| Wähler          | 02352   | 02257    | 01987    | 01854, davon gültig 1807 |
| Wahlbeteiligung | 077,2 % | 076,74 % | 070,76 % | 68,92 %0                 |

| Partei/Liste                        | 2002   | Sitze | 2008    | Sitze | (ab 11.11.2013) | 2014    | Sitze | 2020    | Sitze |
| ----------------------------------- | ------ | ----- | ------- | ----- | --------------- | ------- | ----- | ------- | ----- |
| CSU                                 | 35,5 % | 6     | 34,73 % | 6     | 6               | 35,64 % | 6     | 40,10 % | 6     |
| Freie Wähler                        | 31,3 % | 6     | 34,13 % | 6     | 2               | 19,63 % | 3     | 17,71 % | 3     |
| SPD                                 | 9,8 %  | 1     | 9,52 %  | 1     | 1               | –       | –     | –       | –     |
| Hohenberger-Bürger-Gemeinschaft     | 10,1 % | 1     | 10,12 % | 2     | 2               | 10,58 % | 2     | 10,40 % | 2     |
| Freie Wählergemeinschaft Neuensorg  | 06,0 % | 1     | 06,14 % | 1     | 1               | 07,56 % | 1     | 06,91 % | 1     |
| Bürgerforum/FDP                     | 07,3 % | 1     | 05,34 % | 0     | –               | –       | –     | –       | –     |
| WGM/Wählergemeinschaft Marktleugast | –      | –     | –       | –     | 4               | 26,58 % | 4     | 24,88 % | 4     |
| Gesamt                              | 100 %  | 16    | 100 %   | 16    | 16              | 100 %   | 16    | 100 %   | 16    |

### Wappen und Flagge
Wappen
| Wappen von Marktleugast | Blasonierung: „In Blau eine viertürmige goldene Kirche mit Dachreiter und roten Dächern, stehend auf einem goldenen Schildchen, darin ein mit einer silbernen Schrägleiste überdeckter, rot bewehrter schwarzer Löwe.“ |
| Wappen von Marktleugast | |

Flagge
Die Gemeindeflagge ist weiß-blau.

### Gemeindepartnerschaften
Ungarn: Marktleugast unterhält seit 1988 eine Gemeindepartnerschaft mit Sankt Iwan bei Ofen/Pilisszentiván.
Diese Partnerschaft initiierte Georg Bauer, er stammt selbst aus St. Iwan und flüchtete nach Marktleugast.

## Kultur und Sehenswürdigkeiten

### Baudenkmäler
Als Sehenswürdigkeit gilt die katholische Pfarr- und Wallfahrtsbasilika Maria Heimsuchung im Kloster Marienweiher mit prunkvoller Ausstattung. Marienweiher ist einer der ältesten Wallfahrtsorte in Deutschland und wird jährlich von vielen Gläubigen besucht.

### Sport
Der TV Marktleugast (TVM) ist ein Handballverein der mit Männermannschaften, Frauenteams und Nachwuchsmannschaften am Spielbetrieb des Bayerischen Handballverbandes (BHV) teilnimmt. Die Handballfrauen des TVM wurden 2013 sowie 2016 oberfränkischer Meister und stiegen in die fünftklassige bayerische Handball-Landesliga auf.

## Verkehr
Die Bundesstraße 289 führt an Mannsflur vorbei nach Kupferberg (5,2 km südwestlich) bzw. über Untersauerhof nach Münchberg (11 km östlich). Die Staatsstraße 2158 führt an Neuensorg vorbei und über Großrehmühle nach Grafengehaig (5 km nordwestlich). Die Kreisstraße KU 27 führt nach Marienweiher (1,2 km südlich). eine Gemeindeverbindungsstraße führt nach Hohenreuth (2 km westlich).

## Söhne und Töchter des Ortes
- Johann Schott (1746–1798), Kirchenrechtler und Theologe
- Hermann Findel (1843–1922), Mitglied des Deutschen Reichstags
- Hans Rucker (1931–2011), Bildhauer
- Udo Rödel (* 1947), Künstler